# Грималди (Мачерата)
Грималди (итал. Grimaldi) насеље је у Италији у округу Мачерата, региону Марке.
Према процени из 2011. у насељу је живело 17 становника. Насеље се налази на надморској висини од 367 м.